# Emilio Luci (1700-1766)
Emilio Luci (Firenze, 9 settembre 1700 – Firenze, 30 novembre 1766) è stato un politico e giurista italiano, Senatore del Granducato di Toscana e Cavaliere dell'Ordine di Santo Stefano papa e martire.

## Biografia
Figlio dell'auditore Gregorio e nipote dell'auditore Emilio, patrizio fiorentino, patrizio senese e nobile di Colle di Val d'Elsa, appartenne a una famiglia fiorentina originaria della Valdelsa senese che annoverò diversi alti funzionari granducali, sia con i Medici che con gli Asburgo Lorena.
Fu Provveditore dell'Arte dei Mercatanti, dell'Opera di Santa Maria del fiore, e dei Conservatori di Legge, Senatore del Granducato di Toscana e Cavaliere dell'Ordine di Santo Stefano papa e martire.